# Cantón de Chef-Boutonne
El cantón de Chef-Boutonne era una división administrativa francesa, que estaba situada en el departamento de Deux-Sèvres y la región de Poitou-Charentes.

## Composición
El cantón estaba formado por quince comunas:
- Ardilleux
- Aubigné
- Bouin
- Chef-Boutonne
- Couture-d'Argenson
- Crézières
- Fontenille-Saint-Martin-d'Entraigues
- Gournay-Loizé
- Hanc
- La Bataille
- Loubigné
- Loubillé
- Pioussay
- Tillou
- Villemain

## Supresión del cantón de Chef-Boutonne
En aplicación del Decreto nº 2014-176 de 18 de febrero de 2014, el cantón de Chef-Boutonne fue suprimido el 22 de marzo de 2015 y sus 15 comunas pasaron a formar parte del nuevo cantón de Melle.